# Joaquín Piquerez
Joaquín Piquerez Moreira (Montevideo, 24 de agosto de 1998) es un futbolista uruguayo que juega de defensa en S. E. Palmeiras del Campeonato Brasileño de Serie A. Es internacional con la selección de Uruguay.

## Trayectoria
Piquerez hizo las divisiones juveniles en el club Defensor Sporting, club con el que debutó en primera división el 19 de marzo de 2017 con Eduardo Acevedo como entrenador en un encuentro frente a River Plate que finalizó con victoria violeta por 1 a 0.
En Defensor jugó 33 partidos oficiales hasta que el 1 de julio de 2019 fue fichado por River Plate, equipo con el que jugó 21 partidos.
Joaquín debutó en las redes el 6 de noviembre de 2019 cuando se enfrentaba a Progreso por la fecha 10 del Torneo Clausura.
El 14 de enero de 2020 fue fichado por Peñarol.
El 31 de julio de 2021, fue  traspasado a S. E. Palmeiras. La Academia compró el 80% de los derechos económicos de Piquerez por 3,8 millones de dólares. Fue presentado el 4 de agosto, recibiendo la camiseta número 22. El 14 de agosto de 2021, Piquerez debutó en la derrota visitante por 0-2 ante el Mineiro, válida por el Campeonato Brasilero. Marcó su primer gol con el Palmeiras en julio de 2024; fue el que abrió el marcador ante São Paulo, en el partido de vuelta de los octavos de final de la Copa de Brasil.
En 2022, Piquerez brindó tres asistencias en 52 partidos con el Verdão, lo que le dio al atleta un promedio de una asistencia de gol cada 17 partidos. Piquerez cumplió 100 partidos con la camiseta del Palmeiras el pasado 13 de julio de 2023. Con motivo del centenario, el Alviverde fue eliminado de la Copa de Brasil por São Paulo, en el Allianz Parque. Joaquín Piquerez alcanzó el hito especial de 100 victorias en 164 partidos con Palmeiras en una victoria por 3-1 sobre el Atlético-GO el 11 de julio de 2024.
El 25 de julio de 2025, Palmeiras anunció la renovación del contrato de Piquerez. El nuevo contrato se extiende hasta diciembre de 2030 y amplía por cuatro años el anterior, vigente hasta finales de 2026.

## Selección nacional
El 13 de mayo de 2014 debutó con la selección sub-17 de Uruguay de la mano de Santiago Ostolaza.
El 17 de enero de 2020 fue confirmada su citación para disputar con la selección sub-23 de Uruguay, el Torneo Preolímpico que se disputó en Colombia ese mismo año.
El 2 de septiembre de 2021 debutó con la selección absoluta en un encuentro de clasificación para el Mundial 2022 ante Perú que finalizó en empate a uno.

#### Participaciones juveniles
| Copa             | Sede     | Resultado  | Partidos | Goles |
| ---------------- | -------- | ---------- | -------- | ----- |
| Preolímpico 2020 | Colombia | 3.er lugar | 9        | 0     |

## Estadísticas

### Clubes
- Actualizado al último partido disputado el 14 de agosto de 2025.

| Club                        | Div.          | Temporada     | Liga  | Liga  | Liga   | Estatal      | Estatal      | Estatal      | Copas nacionales | Copas nacionales | Copas nacionales | Torneos internacionales | Torneos internacionales | Torneos internacionales | Total | Total | Total  |
| Club                        | Div.          | Temporada     | Part. | Goles | Asist. | Part.        | Goles        | Asist.       | Part.            | Goles            | Asist.           | Part.                   | Goles                   | Asist.                  | Part. | Goles | Asist. |
| --------------------------- | ------------- | ------------- | ----- | ----- | ------ | ------------ | ------------ | ------------ | ---------------- | ---------------- | ---------------- | ----------------------- | ----------------------- | ----------------------- | ----- | ----- | ------ |
| Defensor S. C. · Uruguay    | 1.ª           | 2017          | 8     | 0     | 0      | Inaccesibles | Inaccesibles | Inaccesibles | 0                | 0                | 0                | 0                       | 0                       | 0                       | 8     | 0     | 0      |
| Defensor S. C. · Uruguay    | 1.ª           | 2018          | 16    | 0     | 5      | Inaccesibles | Inaccesibles | Inaccesibles | 0                | 0                | 0                | 1                       | 0                       | 0                       | 17    | 0     | 5      |
| Defensor S. C. · Uruguay    | 1.ª           | 2019          | 2     | 0     | 0      | Inaccesibles | Inaccesibles | Inaccesibles | 0                | 0                | 0                | 6                       | 0                       | 1                       | 8     | 0     | 1      |
| Defensor S. C. · Uruguay    | Total club    | Total club    | 26    | 0     | 5      | 0            | 0            | 0            | 0                | 0                | 0                | 7                       | 0                       | 1                       | 33    | 0     | 6      |
| C. A. River Plate · Uruguay | 1.ª           | 2019          | 21    | 3     | 2      | Inaccesibles | Inaccesibles | Inaccesibles | 0                | 0                | 0                | -                       | -                       | -                       | 21    | 3     | 2      |
| C. A. River Plate · Uruguay | Total club    | Total club    | 21    | 3     | 2      | 0            | 0            | 0            | 0                | 0                | 0                | 0                       | 0                       | 0                       | 21    | 3     | 2      |
| C. A. Peñarol · Uruguay     | 1.ª           | 2020          | 30    | 0     | 5      | Inaccesibles | Inaccesibles | Inaccesibles | 0                | 0                | 0                | 6                       | 0                       | 0                       | 36    | 0     | 5      |
| C. A. Peñarol · Uruguay     | 1.ª           | 2021          | 7     | 0     | 3      | Inaccesibles | Inaccesibles | Inaccesibles | 0                | 0                | 0                | 10                      | 0                       | 3                       | 17    | 0     | 6      |
| C. A. Peñarol · Uruguay     | Total club    | Total club    | 37    | 0     | 8      | 0            | 0            | 0            | 0                | 0                | 0                | 16                      | 0                       | 3                       | 53    | 0     | 11     |
| S. E. Palmeiras · Brasil    | 1.ª           | 2021          | 12    | 0     | 1      | 0            | 0            | 0            | 0                | 0                | 0                | 4                       | 0                       | 0                       | 16    | 0     | 1      |
| S. E. Palmeiras · Brasil    | 1.ª           | 2022          | 26    | 0     | 2      | 11           | 0            | 0            | 3                | 1                | 0                | 12                      | 0                       | 1                       | 52    | 1     | 3      |
| S. E. Palmeiras · Brasil    | 1.ª           | 2023          | 29    | 3     | 5      | 13           | 1            | 0            | 6                | 1                | 1                | 10                      | 3                       | 1                       | 58    | 8     | 7      |
| S. E. Palmeiras · Brasil    | 1.ª           | 2024          | 16    | 2     | 0      | 14           | 1            | 2            | 3                | 0                | 0                | 6                       | 1                       | 0                       | 39    | 4     | 2      |
| S. E. Palmeiras · Brasil    | 1.ª           | 2025          | 16    | 3     | 1      | 8            | 0            | 2            | 4                | 0                | 0                | 9                       | 1                       | 2                       | 37    | 4     | 5      |
| S. E. Palmeiras · Brasil    | Total club    | Total club    | 99    | 8     | 9      | 46           | 2            | 4            | 16               | 2                | 1                | 41                      | 5                       | 4                       | 202   | 17    | 18     |
| Total carrera               | Total carrera | Total carrera | 183   | 11    | 24     | 46           | 2            | 4            | 16               | 2                | 1                | 64                      | 5                       | 8                       | 309   | 20    | 37     |

## Palmarés

### Títulos regionales
| Título              | Club            | Estado    | Año  |
| ------------------- | --------------- | --------- | ---- |
| Campeonato Paulista | S. E. Palmeiras | São Paulo | 2022 |
| Campeonato Paulista | S. E. Palmeiras | São Paulo | 2023 |

### Torneos nacionales
| Título              | Club              | País    | Año  |
| ------------------- | ----------------- | ------- | ---- |
| Torneo Apertura     | Defensor Sporting | Uruguay | 2017 |
| Campeonato Uruguayo | C. A. Peñarol     | Uruguay | 2021 |
| Serie A             | S. E. Palmeiras   | Brasil  | 2022 |
| Supercopa de Brasil | S. E. Palmeiras   | Brasil  | 2023 |

### Torneos internacionales
| Título                       | Club            | País       | Año  |
| ---------------------------- | --------------- | ---------- | ---- |
| Copa Libertadores de América | S. E. Palmeiras | Montevideo | 2021 |
| Recopa Sudamericana          | S. E. Palmeiras | São Paulo  | 2022 |

### Distinciones individuales
| Distinción                                                         | Año  |
| ------------------------------------------------------------------ | ---- |
| Bola de Plata del equipo ideal del Campeonato Brasileño de Serie A | 2022 |
| Bola de Plata del equipo ideal del Campeonato Brasileño de Serie A | 2023 |
| Parte del Equipo Ideal de América                                  | 2023 |